# ジーチョイス
株式会社ジーチョイス（英: G CHOICE CORPORATION）は、東京都新宿区に本社を置く、コンピュータゲームを開発・販売などを主業務とする日本の企業。株式会社アイティエルホールディングスの連結子会社。2001年に株式会社スタジオアートディンクとして設立、2024年4月1日付で現在の商号へ変更。
自社開発以外にも、バンダイナムコエンターテインメントや日本ファルコムのデバッグ業務や受託開発も行う。

## 沿革
- 2001年12月 - 株式会社スタジオアートディンク設立。関連会社であるアートディンクの『A列車で行こう』シリーズや『THE ATLAS』シリーズなどの家庭用ゲーム機への移植や開発などを行う。

- 2018年7月 - 株式会社アイティエルホールディングスのグループ会社となる[2]。

- 2020年8月20日 - 新ブランド「G CHOICE」を発表[3][4]。

- 2023年8月 - マトリックス・プロファイア・メテオライズ・アルファ・システムらと共に業務提携グループ「【白群】」を発足[5]。

- 2024年4月1日 - 株式会社ジーチョイスに商号変更[6]。

## 自社開発作品
- A列車で行こう3D NEO（ニンテンドー3DS）
- A列車で行こう3D NEO ビギナーズパック（ニンテンドー3DS）
- みんなのA列車で行こうPC（Windows）
- みんなのA列車で行こうPC with 公式ガイドブック（Windows）
- ネオアトラス1469（Windows）
- ネオアトラス1469 with 公式ガイドブック（Windows）
- A列車で行こうExp.（PlayStation 4）
- ネオアトラス1469 ガイドブックパック（Nintendo Switch）
- はじめてのA列車で行こう（iOS / Android）
- A列車で行こうExp.+ (PlayStation 4)

## 受託開発作品（一部のみ開発を含む）

### PlayStation
- From TV animation ONE PIECE オーシャンズドリーム（発売：バンダイナムコゲームス）

### PlayStation 2
- ギャラクシーエンジェル（発売：ブロッコリー）
- ギャラクシーエンジェル MOONLIT LOVERS（発売：ブロッコリー）
- ONE PIECE ランドランド!（発売：バンダイナムコゲームス）
- ギャラクシーエンジェル ETERNAL LOVERS（発売：ブロッコリー）
- ジパング（発売：バンダイナムコゲームス）
- ギャラクシーエンジェルⅡ絶対領域の扉（発売：ブロッコリー）
- ギャラクシーエンジェルⅡ無限回廊の鍵（発売：ブロッコリー）
- ギャラクシーエンジェルⅡ永劫回帰の刻（発売：ブロッコリー）

### PlayStation 3
- マクロス30 銀河を繋ぐ歌声（発売：バンダイナムコゲームス）
- AKB1/149 恋愛総選挙 (発売：バンダイナムコゲームス）
- ドラゴンボールZ BATTLE OF Z (発売：バンダイナムコゲームス）
- ソードアート・オンライン －ロスト・ソング－ (発売：バンダイナムコゲームス）

### PlayStation 4
- ソードアート・オンライン -ロスト・ソング-（発売：バンダイナムコゲームス）
- アクセル・ワールド VS ソードアート・オンライン 千年の黄昏（発売：バンダイナムコゲームス）
- 英雄伝説 閃の軌跡I：改（発売：日本ファルコム）
- 英雄伝説 閃の軌跡II：改（発売：日本ファルコム）
- イース セルセタの樹海：改（発売：日本ファルコム）
- 英雄伝説 零の軌跡：改（発売：日本ファルコム）
- 英雄伝説 碧の軌跡：改（発売：日本ファルコム）
- 英雄伝説 黎の軌跡II（発売：日本ファルコム）
- イースX（発売：日本ファルコム）

### PlayStation Portable
- 蒼穹のファフナー（発売：バンダイナムコゲームス）
- ガンダムバトルタクティクス（発売：バンダイナムコゲームス）
- NARUTO-ナルト-ナルティメットポータブル無幻城の巻（発売：バンダイナムコゲームス）
- ガンダムバトルロワイヤル（発売：バンダイナムコゲームス）
- ガンダムバトルクロニクル（発売：バンダイナムコゲームス）
- ガンダムバトルユニバース（発売：バンダイナムコゲームス）
- マクロスエースフロンティア（発売：バンダイナムコゲームス）
- マクロスアルティメットフロンティア（発売：バンダイナムコゲームス）
- ガンダムアサルトサヴァイブ（発売：バンダイナムコゲームス）
- 探偵オペラ ミルキィホームズ（発売：ブシロード）
- AKB1/48 アイドルと恋したら･･･（発売：バンダイナムコゲームス）
- マクロストライアングルフロンティア（発売：バンダイナムコゲームス）
- フェアリーテイル ポータブルギルド2（発売：コナミデジタルエンタテインメント）
- AKB1/48 アイドルとグアムで恋したら･･･（発売：バンダイナムコゲームス）
- 探偵オペラ ミルキィホームズ2（発売：ブシロード）
- AKB1/149 恋愛総選挙（発売：バンダイナムコゲームス）
- バトルロボット魂（発売：バンダイナムコゲームス）

### PlayStation Vita
- AKB1/149 恋愛総選挙（発売：バンダイナムコゲームス）*
- 機動戦士ガンダムSEED BATTLE DESTINY（発売：バンダイナムコゲームス）
- 劇場版 魔法少女まどか☆マギカ The Battle Pentagram（発売：バンダイナムコゲームス）
- ドラゴンボールZ BATTLE OF Z（発売：バンダイナムコゲームス）
- ニセコイ ヨメイリ!?（発売：コナミデジタルエンタテインメント）
- ソードアート・オンライン －ロスト・ソング－（発売：バンダイナムコゲームス）
- ワールドトリガー ボーダレスミッション（発売：バンダイナムコゲームス）
- マクロスΔスクランブル（発売：バンダイナムコゲームス）
- マクロスΔスクランブル　ルンピカ♪サウンドエディション（発売：バンダイナムコゲームス）
- アクセル・ワールド VS ソードアート・オンライン 千年の黄昏（発売：バンダイナムコゲームス）
- アイドリッシュセブン Twelve Fantasia!（発売：バンダイナムコゲームス）

### その他
- ONE PIECE ドラゴンドリーム！ (ゲームボーイアドバンス)（発売：バンダイナムコゲームス）
- ぼくらはカセキホリダー (ニンテンドーDS)（任天堂株式会社、株式会社レッド・エンタテインメントと共同開発）
- ガンダム ザ・スリーディーバトル (ニンテンドー3DS)（発売：バンダイナムコゲームス）